# Jacqueline Alex
Jacqueline Alex (* 1. Dezember 1965 in Zwickau) ist eine ehemalige Schwimmerin, die für die DDR startete.

## Werdegang

### Schwimmkarriere
In ihrer Thüringer Wahlheimat trainierte sie von 1972 bis 1985 beim Sportklub Turbine Erfurt. Sie errang eine Reihe nationaler und internationaler Erfolge. U. a. wurde sie Jugendeuropameisterin über 200 Meter Lagen 1980 in Skövde (Schweden). Über 200 Meter Schmetterling errang sie bei den DDR-Meisterschaften 1984 den dritten Platz und ein Jahr später den DDR-Meistertitel. Der Europameistertitel bei den Schwimmeuropameisterschaften 1985 in Sofia über 200 Meter Schmetterling war ihr größter Erfolg bei internationalen Titelkämpfen. 1986 wurde sie für diesen Erfolg mit dem Vaterländischen Verdienstorden in Silber ausgezeichnet.

### Privater Werdegang
Jacqueline Alex, verheiratete Kiewel, ist Mutter von drei Töchtern. Sie lebt mit ihrer Familie in Berlin, ist von Beruf Physiotherapeutin und Inhaberin einer Physiotherapie-Praxis.